# Бодрища
Бодрища или Бродища (на албански: Bodrishtë или Bodrishta) е село в Албания в бласт Аргирокастро, разположено на 20 километра южно от град Аргирокастро.

## История
При избухването на Балканската война в 1912 година един човек от Бодрища е доброволец в Македоно-одринското опълчение.

## Личности
Родени в Бодрища
- Аврам Ангелов (1869 – ?), македоно-одрински опълченец, 53-годишен, Нестроева рота на 6 охридска дружина[3]